# Nymphopsis armatus
Nymphopsis armatus là một loài nhện biển trong họ Ammotheidae. Loài này thuộc chi Nymphopsis. Nymphopsis armatus được miêu tả khoa học năm 1884 bởi Haswell.